# Phaonia asiatica
Phaonia asiatica este o specie de muște din genul Phaonia, familia Muscidae, descrisă de Willi Hennig în anul 1963. Conform Catalogue of Life specia Phaonia asiatica nu are subspecii cunoscute.